# شوپوت
شوپوت(شُپُت) روستایی در کشور کرواسی است. نام این مکان از واژهٔ‌ای به زبان اسلاوی کلیسایی باستان  با نامِ *sopotъ گرفته شده است و به معنای تجدید حیات است. کتیبه‌ برانیمیر در جایی میانِ ویرانه‌های کلیسایی قرون وسطایی پیدا شد که خود دوک برانیمیر هم تأسیسش کرده بود.